# Arthon-en-Retz
Arthon-en-Retz là một xã thuộc tỉnh Loire-Atlantique phía tây nước Pháp. Xã này nằm ở khu vực có độ cao từ 1-61 mét trên mực nước biển. Theo điều tra dân số năm 2006 của INSEE, xã có dân số 3240 người. Arthon-en-Retz có cự ly 10 km về phía nam của Pornic, 39 km về phía tây của Nantes và 41 về phía nam Saint-Nazaire.

## Cư dân nổi bật
- Mickaël Landreau - cầu thủ bóng đá (Lille OSC)
- Anthony Charteau - cu rơ